# Das gelehrte Hannover
Das gelehrte Hannover oder Lexikon von Schriftstellern und Schriftstellerinnen, gelehrten Geschäftsmännern und Künstlern, die seit der Reformation in und außerhalb den sämtlichen zum jetzigen Königreich Hannover gehörigen Provinzen gelebt haben und noch leben ist ein Personenlexikon, das in zwei Bänden im Jahr 1823 in Bremen im Verlag von Carl Schünemann erschien. Fertiggestellt wurden Band I von A bis E und Band II von F bis Ku.
Herausgeber war der am Bremer Dom tätige Pastor Heinrich Wilhelm Rotermund. Er widmete sein Werk, das er „aus den glaubwürdigsten Schriftstellern zusammen getragen“ hatte, dem König Georg IV. Als Mitarbeiter nannte er Carl Friedrich Wilhelm Catenhusen, Heinrich Dittmer, Johann Christian Hermann Gittermann, Georg Friedrich Mühry und Samuel Thörl.
Rotermund hatte sein Lexikon vorab im Jahr 1821 in der 17. und 18. Ausgabe des Hannoverschen Magazins angekündigt.
Ein Nachdruck der Ausgabe von 1823 erschien im Jahr 1979 in München.
Die Gottfried Wilhelm Leibniz Bibliothek – Niedersächsische Landesbibliothek nennt Rotermunds Lexikon im Datensatz zu seiner Person als zweites seiner „wichtigen Personenlexika“ – nach Rotermunds 1818 erschienener Schrift Lexikon aller Gelehrten, die seit der Reformation in Bremen gelebt haben ... Beide Lexika listet die Leibniz Bibliothek in ihrem Abkürzungsverzeichnis der verwendeten biographischen Quellen für ihre Datenbank Niedersächsische Personen.

## Archivalien
Archivalien zum Werk finden sich beispielsweise
- unter dem Titel Das Gesuch des Dompredigers Rotermund zu Bremen, dass ihm verstattet werden möge, Seiner Königlichen Majestät ein Werk: „Das gelehrte Hannover“ betitelt, zueignen zu dürfen aus der Zeit von 1822 bis 1823 beim Niedersächsischen Landesarchiv (Standort Hannover)[5]